# Kobyliczny Dukt
Kobyliczny Dukt – górska droga leśna w południowo-zachodniej Polsce, w Masywie Śnieżnika, w gminie Stronie Śląskie (powiat kłodzki).

## Przebieg i opis
Droga leśna w Górach Bialskich w Sudetach Wschodnich, na obszarze Masywu Śnieżnika, prowadząca przez teren Śnieżnickiego Parku Krajobrazowego, łącząca Nowy Gierałtów z Przełęczą Dział. Droga o długości 6,4 km i średnim nachyleniu 53,44‰, pokonuje różnicę wzniesień ok. 342 m. Kobyliczny Dukt odchodzi od drogi lokalnej Stronie Śląskie – Bielice na poz. 580 m n.p.m., w zachodniej części Nowego Gierałtowa w kierunku wschodnim. Następnie po około 700 m droga skręca na południe i doliną Kobylicy wznosi się dość stromo w górę. Na poziomie 705 m n.p.m., ok. 220 m za ujściem Tylnika do Kobylicy, na rozwidleniu Dukt skręca w dolinę Tylnika oddzielającą zbocza Kobyły (936 m n.p.m.) od Czernicy (1083 m n.p.m.) i prowadzi w kierunku południowo-wschodnim. Na poz. 870 m n.p.m. Dukt ostro skręca na zachód i trawersując północne zbocze Czernicy i Jawornika Kobylicznego na poz. 922 m n.p.m. dochodzi do Bialskiej Pętli na Przełęczy Dział.
Druga odnoga Kobylicznego Duktu odchodząca na rozwidleniu na poziomie 705 m n.p.m. za ujściem Tylnika do Kobylicy w kierunku południowo-zachodnim nosi nazwę Zachodni Dukt Kobylicki lub Prawa Droga Kobyliczna i na poz. 825 m n.p.m. dochodzi do Kobylicznego Duktu od strony zachodniej.

## Historia
Drogę wybudowano na przełomie XIX–XX wieku jako jedną z leśnych dróg w dobrach klucza strońskiego należącego do królewny Marianny Orańskiej. W przeszłości droga miała znaczenie dla lokalnego przemysłu leśnego i ruchu turystycznego. Była jedną z dróg leśnych w okolicy służącą głównie do wywózki drewna pozyskiwanego na terenie Gór Bialskich. W obecnym czasie droga jest prawie nieuczęszczana i zaliczana jest do zapomnianych dróg w Masywie Śnieżnika, ma jedynie znaczenie turystyczne.

## Inne
- Inne nazwy Kobylicznego Duktu spotykane w publikacjach to: Kobylicowy Dukt, Kobyliczny Dukt Tylny. Prawa Droga Kobyliczna nazywana jest Prawą Drogą Kobylicką, Zachodnim Duktem Kobylickim lub Przednią Drogą Kobyliczną[2].
- Nadawanie w przeszłości nazw drogom leśnym wiązało się z polityką leśników, którzy poszczególne dukty rozróżniali na podstawie nazw.